# Acacia subrigida
Acacia subrigida är en ärtväxtart som beskrevs av Bruce R. Maslin. Acacia subrigida ingår i släktet akacior, och familjen ärtväxter. Inga underarter finns listade i Catalogue of Life.